# Arbeidsomstandigheden
Arbeidsomstandigheden zijn het fysieke, sociale en psychologische klimaat waarin wordt gewerkt. Deze kunnen worden onderscheiden van de primaire en secundaire arbeidsvoorwaarden. Het woord "arbeidsomstandigheden" wordt vaak verkort tot arbo, onder andere in wetgeving.  

## Wetgeving

### Nederlandse wetgeving
De Arbowet verplicht bedrijven in de bouw en andere bedrijfstakken maatregelen te nemen om veiligheidsrisico's voor werknemers te beperken.
De Arbowet is een kaderwet waarin algemene bepalingen staan. Deze zijn verder uitgewerkt in het Arbobesluit en de Arboregeling die concrete voorschriften bevatten. In een arbocatalogus (geen term uit de Arbowet) leggen werkgevers en werknemers per bedrijf of branche vast hoe zij aan de doelvoorschriften van de Arbowet kunnen voldoen.
Enkele andere wetten in Nederland die daarbij van belang zijn: de Arbeidsomstandighedenwet, de Arbeidstijdenwet, Wet verbetering Poortwachter, Wet werk en inkomen naar arbeidsvermogen (WIA), Wet arbeid en zorg, Algemene wet gelijke behandeling en de Wet gelijke behandeling op grond van leeftijd bij de arbeid.

### Belgische wetgeving
In België zijn de Codex over het welzijn op het werk en de Welzijnswet van toepassing. In beide landen ziet de Arbeidsinspectie toe op de uitvoering van deze wetten.